# Hrabstwo Mayes

Piramida wieku mieszkańców hrabstwa Mayes

Mayes – hrabstwo w stanie Oklahoma w USA. Założone 16 listopada 1907 roku. Populacja liczy 41 259 mieszkańców (stan według spisu z 2000 roku).
Powierzchnia hrabstwa to 1770 km² (w tym 71 km² stanowią wody). Gęstość zaludnienia wynosi 23 osoby/km².
Nazwa hrabstwa pochodzi od nazwiska Samuela Houstona Mayesa jednego z wodzów plemienia Czirokezów.

## Miasta
- Adair
- Chouteau
- Disney
- Grand Lake Towne
- Hoot Owl
- Langley
- Locust Grove
- Pensacola
- Pryor Creek
- Salina
- Spavinaw
- Sportsmen Acres
- Strang

## CDP
- Ballou
- Cedar Crest
- Iron Post
- Mazie
- Murphy
- Pin Oak Acres
- Pump Back
- Rose
- Sams Corner
- Snake Creek
- Wickliffe